# 国立病院機構菊池病院
独立行政法人国立病院機構菊池病院（どくりつぎょうせいほうじんこくりつびょういんきこうきくちびょういん）は、熊本県合志市福原に所在する独立行政法人国立病院機構運営の病院である。旧称は国立療養所菊池病院で、2004年4月1日に現在の名称となった。熊本県に4つある国立病院機構の病院のひとつであり、政策医療分野における精神疾患、重症心身障害の専門医療施設である。

## 沿革
- 1941年（昭和16年）4月 - 航空教育隊菊池陸軍病院として創設。
- 1945年（昭和20年）12月1日 - 厚生省に移管し、国立菊池病院として発足となる。
- 1951年（昭和26年）4月 - 国立療養所菊池病院に改称。
- 1977年（昭和52年）4月 - 現在地に新築・移転して発足。
- 2004年（平成16年）4月1日 - 国立病院・国立療養所の独立行政法人化に伴い、独立行政法人国立病院機構菊池病院となる。
- 2007年（平成19年）9月 - 医療観察法病棟　開棟。

## 診療科
- 精神科
- 神経科
- リハビリテーション科
- 歯科（入院患者のみ）

## 交通
- JR九州豊肥本線三里木駅下車、タクシー10分